# Castello di Allègre (Alta Loira)
Il castello di Allègre è un castello in rovina situato nel comune omonimo francese, nel dipartimento dell'Alta Loira, in Alvernia.

## Storia
Il castello di Allègre, di cui era proprietario il barone Armand IV dal 1343, subì l'attacco di Arnaud nel 1361. Armand IV fu ucciso durante l'assedio da Thomas de La Marche. Sua moglie Alix de Chalençon, rimasta vedova, decise di rimanere ad Allègre, ma ben presto dovette fare i conti con il nipote Bertrand de Saint-Nectaire che nel 1364 rivendicò l'eredità e cacciò Alix dalla fortezza. Alix de Chalençon chiese quindi a Giovanni di Valois, duca di Berry, di riconquistare il castello; dopo 6 mesi di assedio ritornò alla proprietaria e da allora in poi fu sorvegliato e protetto del cognato del duca, Giovanni II d'Armagnac.
Dopo la morte di Alix de Chaleçon, nel 1385 il duca di Berry donò la baronia di Allègre a Morinot de Tourzel. Il nuovo signore ordinò il restauro della fortezza e fece costruire un muro di cinta. I lavori continuarono sotto Yves I, suo figlio, il quale si sforzò di abbellire il castello: è a lui che si deve il caratteristico fregio delle caditoie trilobate. All'epoca, il castello con le sue 23 torri, era considerato uno dei più belli e imponenti della regione.
Nel novembre del 1698, in occasione della visita ad Allègre di Yves V de Tourzel da Versailles, un colpo di vento fece divampare la fiamma di un camino provocando un incendio che si propagò alla travatura. Nonostante i tentativi dei paesani di salvare il castello facendo una catena umana per portare l'acqua, il maniero bruciò completamente in cinque ore. Furono distrutte anche le carte comuni dette del Tesoro, conservate nel padiglione della torre.
A partire dal gennaio 1699 iniziò la ricostruzione del castello e delle sue dépendance per volere di Yves V, poi del genero, ma l'opera restò incompiuta.
A seguito della Rivoluzione divenne di proprietà comunale e servì da cava di materiale da costruzione.
L'11 dicembre 1935 le rovine sono state classificate monumento storico.